# Baju Baew
Baju Baew (* 5. Januar 1941 in Malomir, Oblast Jambol) ist ein ehemaliger bulgarischer Ringer. Er war dreifacher Europameister 1968, 1969 und 1970 im freien Stil im Fliegengewicht.

## Werdegang
Baju Baew begann als Jugendlicher in Jambol mit dem Ringen. Er war sehr talentiert und startete zunächst für den Sportclub FD „Lskov“ Jambol. Nachdem er zum Militär eingezogen wurde, startete er für den zentralen Sportklub der Armee ZSKA Sofia. Er wurde dort besonders gefördert und spezialisierte sich ganz auf den freien Stil. In Bulgarien hatte er zunächst harte Konkurrenz zu überwinden, ehe er zu internationalen Meisterschaften im Fliegengewicht entsandt wurden. Seine härtesten Konkurrenten waren dabei Stojko Malow, Nikola Dimitrow und Josuf Josufow. 1963 wurde er ein einem Länderkampf in Sofia gegen die Bundesrepublik Deutschland eingesetzt und unterlag dabei dem erfahrenen Paul Neff aus Schifferstadt nach Punkten. In der Revanche, ein Jahr später in der BRD, rang er gegen Paul Neff unentschieden.
Seinen Einstand bei einer internationalen Meisterschaft gab Baju Baew bei der Weltmeisterschaft 1965 in Manchester im Fliegengewicht. Er hatte dabei ein hervorragendes Debüt, denn er wurde mit vier Siegen trotz zweier Niederlagen gegen Ali Akbar Heidari aus dem Iran und Yoshikatsu Yoshida aus Japan Vizeweltmeister. 1966 startete er auch bei der Weltmeisterschaft in Toledo/USA, schied aber mit nur einem Sieg schon nach der 3. Runde aus und kam nur auf den 9. Platz.
Erfolgreicher war er wieder bei der Europameisterschaft 1967 in Istanbul, denn er wurde hinter Mehmet Esenceli aus der Türkei, gegen den er nach Punkten verlor, Vizeeuropameister. Bei der Weltmeisterschaft des gleichen Jahres in Neu-Delhi schaffte Baju wieder nur einen Sieg, rang aber dreimal unentschieden und musste nach der vierten Runde ausscheiden. Er wurde auf dem 7. Platz rangiert.
1968 gelang Baju der erste Titelgewinn. Er wurde in Skopje Europameister im Fliegengewicht. Dies hatte er vor allem Paul Neff zu verdanken, den er nach Punkten besiegt hatte. Neff bezwang nämlich den Titelverteidiger Mehmet Esenceli, der wiederum gegen Baju Baew verlor. Von diesen drei Ringern hatte Baju das beste Punktverhältnis und wurde somit Europameister. Bei den Olympischen Spielen 1968 in Mexiko-Stadt erging es Baju aber wie bei den Weltmeisterschaften 1966 und 1967. Er konnte nicht überzeugen, gewann nur einen Kampf und landete auf dem für ihn enttäuschenden 12. Platz.
1969 wurde Baju nur bei der Europameisterschaft in Sofia eingesetzt. Er war in guter Form und wurde zum zweiten Mal Europameister. Im Finale bezwang der Aminula Nasrulajew aus der Sowjetunion. 1970 gewann Baju in Berlin sogar seinen dritten EM-Titel in Folge. Im Endkampf besiegte er dabei Ali Riza Alan aus der Türkei.
Bei der Weltmeisterschaft 1970 lief es für Baju besser. Er schaffte vier Siege und rang zweimal unentschieden, was ihm den Vizeweltmeistertitel einbrachte. Wegen des Erreichens der höchstzulässigen Fehlerpunktzahl „6“ schied er dabei nach der 6. Runde aus und konnte gegen Ali Riza Alan, der alleine unter 6 Fehlerpunkten geblieben war, nicht mehr antreten. Alan war somit Weltmeister.
1970 wurde Baju auch bei zwei Länderkämpfen der Nationalstaffel Bulgariens in der Bundesrepublik Deutschland eingesetzt. Er gewann dabei einmal gegen Mario Sabattini aus Freiburg im Breisgau und verlor einen Kampf gegen den gleichen Ringer.
1971 startete Baju nur bei der Weltmeisterschaft im heimischen Sofia und musste sich wieder mit dem Vizeweltmeistertitel begnügen. Er scheiterte an Mohammad Ghorbani aus dem Iran. 1972 verhinderte der sowjetische Sportler Arsen Alachwerdiew mit einem Punktsieg über Baju, dass dieser seinen vierten EM-Titel gewann. Baju wurde Vizeeuropameister. Zum Abschluss seiner so erfolgreiche Karriere wollte Baju Baew bei den Olympischen Spielen 1972 in München endlich eine olympische Medaille gewinnen. Es kam aber ganz „dick“ für ihn, denn er schied schon nach der zweiten Runde wegen eines Unentschiedens gegen den Italiener Vincenzo Grassi und einer Niederlage gegen Dojodovyn Ganbat aus der Mongolei aus und landete nur auf dem 16. Platz.
Danach beendete Baju Baew seine Laufbahn als aktiver Ringer, blieb diesem Sport aber als Trainer erhalten.

## Internationale Erfolge
(OS = Olympische Spiele, WM = Weltmeisterschaft, EM = Europameisterschaft, F = freier Stil, Fl = Fliegengewicht, damals bis 52 kg Körpergewicht)
- 1965, 2. Platz, WM in Manchester, F, Fl, mit Siegen über Ake Axelsson, Schweden, Leslaw Kropp, Polen, László Ölveti, Ungarn und Mehmet Esenceli, Türkei und Niederlagen gegen Ali Akbar Heidari, Iran und Yoshikatsu Yoshida, Japan;
- 1966, 1. Platz, Balkan-Spiele in Ljubljana, F, Fl, vor Boris Dimowski, Jugoslawien, Niculae Dimitru, Rumänien, Satilmis Tektas, Türkei und Petros Triantafilidis, Griechenland;
- 1966, 9. Platz, WM in Toledo/USA, F, Fl, mit einem Sieg über Timo Hankomäki, Finnland und Niederlagen gegen Chasen Jaffari, Iran und Tariel Alibegaschwili, Sowjetunion;
- 1967, 2. Platz, EM in Istanbul, F, Fl, mit Siegen über Vincenzo Grassi, Italien, Pavel Urbanek, Tschechoslowakei und Márton Erdős, Ungarn, einem Unentschieden gegen Paul Neff, BRD und einer Niederlage gegen Mehmet Esenceli;
- 1967, 7. Platz, WM in Neu-Delhi, F, Fl, mit einem Sieg über Gheorghe Tapalagă, Rumänien und Unentschieden gegen Shigeo Nakata, Japan, Paul Neff und Mohammad Ghorbani, Iran;
- 1968, 1. Platz, EM in Skopje, F, Fl, mit Siegen über Jürgen Kalkowski, DDR, Josef Hutter, Schweiz, Paul Neff und Niculae Dimitru und trotz einer Niederlage gegen Mehmet Esenceli;
- 1968, 12. Platz, OS in Mexiko-Stadt, F, Fl, mit einem Sieg über Gheorghe Stoiciu, Rumänien und Niederlagen gegen Shigeo Nakata und Nasar Albarjan, UdSSR;
- 1969, 1. Platz, EM in Sofia, F, Fl, mit Siegen über Petre Ciarnău, Rumänien, Boris Dimowski, Petros Damnianidis, Griechenland, Aminula Nasrulajew, UdSSR und Ali Riza Alan, Türkei;
- 1970, 1. Platz, EM in Berlin, F, Fl, mit Siegen über Andrzej Kudelski, Polen, Gawriil Dimitrow, UdSSR, Mario Sabattini, BRD und Ali Riza Alan;
- 1970, 2. Platz, WM in Edmonton, F, Fl, mit Siegen über Mohammad Ghorbani, Vincenzo Grassi, André Gaudinot, Frankreich und Unentschieden gegen Choi Nam-Rim, Nordkorea und Aminula Nasrulajew;
- 1971, 2. Platz, WM in Sofia, F, Fl, mit Siegen über Alon Havard, Israel, Kiyomi Kato, Japan, Petre Ciarnău, Willi Bock, DDR und Raimo Hilden, Finnland, einem Unentschieden gegen Aminula Nasrulajew und einer Niederlage gegen Mohammad Ghorbani;
- 1972, 2. Platz, EM in Kattowitz, F, Fl, mit Siegen über Risto Darlew, Jugoslawien, Petros Triantafilidis, Emil Butu, Rumänien und Mario Sabattini und einer Niederlage gegen Arsen Alachwerdiew, UdSSR;
- 1972, 16. Platz, OS in München, F, Fl, mit einem Unentschieden gegen Vincenzo Grassi und einer Niederlage gegen Dojodooyn Ganbat, Mongolei